# La lobería (Salinas)
La lobería, es un punto de observación de vida silvestre ubicada en la Reserva de Producción Faunística Marino Costero Puntilla Santa Elena, en el cantón de Salinas, Ecuador. Fue creada en el 2008, pero entró en funcionamiento en el año 2010. Se encuentra dentro de la Base Naval de Salinas. Junto a La Chocolatera, es uno de los puntos más extremo de la costa continental de América del Sur.

## Ubicación y acceso
Desde el Malecón de Chipipe se ingresa a la Av. Malecón, se gira a mano izquierda por la calle Atahualpa. El ingreso oficial al área protegida es por la Base Naval de Salinas. Se encuentra a 5 minutos del malecón principal. El acceso es gratuito tanto para ciudadanos ecuatorianos como extranjeros. El sitio cierra sus puertas a las 5:30 p. m.

## Biodiversidad
El clima es seco y produce una vegetación propia de zonas áridas. Además de diferentes especies de fitoplancton, en esta zona se pueden encontrar muchas de las especies de aves costeras emblemáticas del Ecuador, como piqueros, pelícanos, gaviotines y petreles. El mar de la puntilla es refugio importante para 16 especies de mamíferos marinos, incluidas dos especies de lobos marinos (asentados sobre formaciones rocosas que emergen del mar), siete especies de ballenas (donde destaca la ballena jorobada) y siete especies de delfines. También se pueden encontrar mamíferos como la zarigüeya, lagartijas, iguanas, serpientes y sapos, y aproximadamente 80 especies de plantas. El color de sus aguas tiene tonalidades verdes y turquesas.

## Lobos o leones Marinos
Los lobos o leones marinos que se aprecian en la lobería pertenecen a la especie Otaria Flavescens. Este punto en el Ecuador es el lugar más al norte del continente americano al que esta colonia se moviliza. Al parecer este grupo de leones marinos emigró como consecuencia del fenómeno del niño 1997-1998.

## Atractivos turísticos
Junto a La Chocolatera es uno de los grandes atractivos de la zona que reúne miles de visitantes cada año. Además de los ecosistema marinos, en este lugar se encuentran playas con grandes olas, acantilados y una pequeña extensión de matorrales y bosques secos del litoral.[3] El área marina es de unos 30 a 50 m de profundidad. Muchos surfistas aficionados acuden a las playas de La lobería para practicar este deporte. Sus playas se encuentran libre de embarcaciones. Dentro de la zona se puede practicar el senderismo ecológico, paseos en bicicleta, practicar kayak y surf, fotografía y snorkeling.